# Petagnia subpetiolata
Petagnia subpetiolata är en tvåvingeart som beskrevs av Camillo Rondani 1859. Petagnia subpetiolata ingår i släktet Petagnia och familjen parasitflugor. Inga underarter finns listade i Catalogue of Life.